# Marita Iglesias Padrón
Marita Iglesias Padrón (Ourense, 31 d'agost de 1958 - 13 d'agost de 2013) fou una política gallega, formadora i experta en temes de violència, gènere i diversitat funcional. Afectada per la poliomielitis quan tenia 12 anys, va centrar la seva activitat en aconseguir l'equitat i la igualtat d'oportunitats per a persones amb diversos graus de dependència.

## Trajectòria
Fou membre del Fòrum de Vida Independent des del seu inici i va ser fundadora d'AIES, Vigalicia i SOLCOM, dedicant diversos anys a oferir formació sobre violència contra dones amb diversitat funcional. Des de l'any 2004 va participar en les accions que van culminar amb l'aprovació del sistema gallec d'assistència personal. A més, va participar en projectes desenvolupats en el marc de diferents Iniciatives i Programes de la Unió Europea *Helios II, Ocupació-Horizon I i II, EQUAL, Phare-Lien, Leonardo, Programa d'Acció Comunitària per a Combatre la Discriminació 2001-2006, etc.), entre els quals destaquen els relacionats amb la violència sobre dones, pioners a Espanya (Iniciativa Daphne de la Comissió de l'O.E.) i precursors de posteriors accions i estudis en l'àmbit de la dona amb diversitat funcional a nivell nacional i internacional. Va formar part de l'equip d'expertes creat pel Ministeri de Treball i Assumptes Socials per al disseny i posada en marxa del primer Pla d'Acció per a les Dones amb Discapacitat (2007), i va intervindre en la redacció del “Manifest de les dones amb discapacitat d'Europa”, adoptat a Brussel·les el 22 de febrer de 1997 pel Grup de Treball sobre la Dona enfront de la Discapacitat del European Disability Forum (EDF), document de referència en la generació de polítiques en aquest àmbit a la Unió Europea. També va coordinar el grup de debat sobre violència de la INWWD (Xarxa Internacional de Dones amb Discapacitats), i fins a l'any 2001 va representar la Internacional de Persones amb Discapacitat (DPI-Europa) al Fòrum Europeu de Discapacitats. L'any 2007 fou guardonada amb el Premi Pallín de la Fundació Amics de Galícia pel treball social a favor dels drets de les persones amb discapacitat.

## Publicacions
- Padrón, Marita Iglesias «Las mujeres y la diversidad funcional». Themis: revista jurídica de igualdad de género, 11, 2012, pàg. 50–60.
- Padrón, Marita Iglesias «As mulleres con diversidade funcional: pinceladas dunha realidade». Andaina: revista do Movemento Feminista Galego, 49, 2008, pàg. 30–31.
- Padrón, Marita Iglesias «Vulnerabilidad y mujer discapacitada: dossier». Minusval, 114 (SEP-OCT), 1998, pàg. 26–27. ISSN: 0210-0622.
- Padrón, Marita Iglesias «Violencia contra las mujeres con diversidad funcional: la zona gris de la opresión». Perspectivas de la violencia de género, 2011, pàg. 185–199.
- Padrón, Marita Iglesias «La importancia de ser mujer». Comunicación y discapacidades: actas do Foro Internacional. Colexio Profesional de Xornalistas de Galicia, 2007, pàg. 221–230.
- Padrón, Marita Iglesias «Participación social de la mujer con discapacidad». Inclusión y no discriminación de la mujer con discapacidad. Junta de Castilla y León, 2005, pàg. 81–92.
- Padrón, Marita Iglesias «Empleo y mujer con discapacidad». El acceso al empleo y a la universidad de personas con discapacidad. Barreras y alternativas. Servicio de Publicaciones, 2003, pàg. 95–101.
- Padrón, Marita Iglesias «La visibilidad difusa». Desde las discapacidades hacia la inclusión. Asociación Bizkaia Elkartea Espina Bífida e Hidrocefalia (ASEBI), 2002, pàg. 288–293.
- Shum, Grace; Rodríguez, Ángeles Conde; Padrón, Marita Iglesias. La mujer con discapacidad física y su situación sociolaboral, 1998. ISBN 978-84-88871-13-8.